# 장윤영 (가수)
장윤영(1969년~)은 대한민국의 여자가수이자 여행스케치멤버이다.